# Canthonella leptoculata
Canthonella leptoculata là một loài bọ cánh cứng trong họ Bọ hung (Scarabaeidae).